# Hampsonodes albiorbis
Hampsonodes albiorbis är en fjärilsart som beskrevs av Druce 1908. Hampsonodes albiorbis ingår i släktet Hampsonodes och familjen nattflyn. Inga underarter finns listade i Catalogue of Life.